# 長野県パトロール
長野県パトロール株式会社（ながのけんパトロール）は、長野県小諸市にある警備会社である。

## 概要
1969年、小諸市で設立。1972年に警備業法が施行されるのに伴い、長野県公安委員会に警備保障会社の届出を行う（その後1983年に法改正のための申請・公安委認定を改めて受ける）。
1983年には防災事業進出のため「総合防災事業部」を新設。建物の防災工事を実施するようになる。
1996年、一般貨物自動車運送事業許可証を交付し、運送業務に進出。
1998年に行われた長野オリンピックでは、カーリング会場や選手村の軽井沢分村の警備をおこなった。
なお社名には「長野県」と付いているが、長野県との資本関係は無い。

## 現在実施している事業
- 「NPホームセキュリティーシステム」「NP緊急通報サービス」　家庭・企業向けの事件・事故予防のための防犯システム
- 「ゆとりも」　介護保険を利用して、利用者に「どこいくの検知器」を設置して認知症などによる徘徊を検知する居宅介護を対象とした総合介護システム。
- 防犯カメラ・消火器などの防犯・防災グッズ販売・製造
- サーバーハウジングサービス、遠隔地画像録画サービス「NP View ASPサービス」なども展開し、データセンターを有している。

## ISO認証
- ISO27001認証取得